# Moret-Loing-et-Orvanne
Moret-Loing-et-Orvanne é, desde 1 de janeiro de 2017, uma comuna nova francesa localizada em Sena e Marne, na região da Ilha de França.
Ela é o resultado do agrupamento da comuna nova de Moret Loing et Orvanne (sem os hífens entre as palavras), que já existia no ano de 2016, e da comuna de Veneux-les Sablons.

## Geografia

### Composição
A comuna nova é formada pela reunião de 5 antigas comunas: Moret-sur-Loing, Écuelles, Épisy, Montarlot e Veneux-les-Sablons
Estas antigas estruturas comunais conservam o status de comunas delegadas de Moret-Loing-et-Orvanne.

### Hidrografia
- O rio Loing e canal do Loing.
- O rio Orvanne.
- O Lunain flui para o Loing no nível da eclusa de Épisy.

### Transportes
- A cidade é servida pela estação de Moret - Veneux-les Sablons.

## Toponímia
Por favor consultar os artigos dedicados às antigas communas fusionadas.

## História
Em uma primeira etapa, Écuelles e Moret-sur-Loing foram fundidas em 1 janeiro  de  2015 para formar, sob o regime de comunas novas, a de Orvanne.
No ano seguinte, Orvanne se mescla com 1 de janeiro de 2016 com Épisy e Montarlot para formar Moret Loing et Orvanne, também sob o regime do novo conjunto. O nome deste conjunto não inclua hífens
Este movimento de agrupamento continuou com a aproximação em 2016 desta e de Veneux-les-Sablons, que os prefeitos defendem que o novo fusão vai "criar uma cidade completa e coerente com equipamentos escolares, culturais e sociais de qualidade, uma zona de atividade importante e dinâmica, um sítio turístico e patrimonial renomado, áreas naturais e agrícolas importantes, um parque habitacional diversificado".
Esta abordagem não foi sem controvérsia, e, em 16 de novembro de 2016, 21 conselheiros municipais de Moret Loing et Orvanne (onze de Écuelles, cinco de Moret e cinco de Épisy) têm renunciado a seus mandatos para protestar contra a decisão tomada, de acordo com eles, pelo prefeito Patrick Septiers de realizar sem consulta e na urgência a fusão com a cidade  vizinha de Veneux-les Sablons. O prefeito delegado demissionário de Écuelles, Jean-Christophe Paquier, impugnou na justiça, sem sucesso, esta fusão ·  · .
Isso não impediu os conselhos municipais de aprovar a fusão, em 21 de dezembro de 2016 para Moret Loing et Orvanne, e 24 de novembro de 2016 para Veneux-les-Sablons, levando a decisão da prefeitura do departamento de criar em 1 de janeiro de 2017 Moret-Loing-et-Orvanne (com os hífens entre as palavras), sempre sob o regime jurídico das comunas novas.

## Cultura e patrimônio
Por favor consultar os artigos dedicados às antigas comunas fusionadas.